# آنژه
آنژه (به فرانسوی: Angers) مرکز ایالت پی دو لا لوار در فرانسه است. این شهر پرجمعیت به خطوط راه‌آهن فرانسه متصل است و چندین بزرگراه از این شهر می‌گذرد. این شهر در شرق این ایالت واقع است. آنژه به خاطر برخورداری از کشاورزی قوی، شهرت دارد. این شهر چندین بار به عنوان بهترین شهر فرانسه برای زندگی برگزیده شده‌است.